# Bruce Mac Master
William Bruce Mac Master Rojas (Cartagena de Indias, 27 de abril de 1963) es un economista, empresario, director ejecutivo y político colombiano. Fue viceministro de hacienda y director del Departamento para la Prosperidad Social durante el gobierno de Juan Manuel Santos. Desde 2013 es el presidente de la Asociación Nacional de Industriales (ANDI).

## Biografía
Nació en Cartagena, es hijo de inmigrantes escoceses que llegaron a Colombia en el siglo XIX. Estudió economía en la Universidad de los Andes y terminó sus estudios en desarrollo económico en la misma universidad 
Su carrera empezó en crear la primera banca de inversión Inverlink donde fue socio accionista. Ocupó los cargos del sector privado como Propilco, Aceitales y la Siderúrgica del Caribe, y ha sido miembro de las juntas directivas de ISA, Isagen, Colombia Telecomunicaciones, Bancoldex y la Fiduciaria Previsora. Es cofundador de Compartamos con Colombia y la Fundación Granitos de Paz, asumió la presidencia de la Fundación Pies Descalzos e hizo parte de las juntas directivas de las Fundaciones Batuta, Semana, Corporación Conexión Colombia, Víctor Salvi y Casa de la Madre y el Niño.
Dentro de su trayectoria de política debutó como viceministro de Hacienda y Crédito Público, director del Departamento Administrativo para la Prosperidad Social durante la presidencia de Juan Manuel Santos. En 2012 fue alcalde encargado de Cartagena de Indias durante la licencia médica de Campo Elías Terán. En 2013 fue escogido como director de la Asociación Nacional de Industriales en sustitución de Luis Carlos Villegas al presente. Ha sido profesor de economía en la Universidad de los Andes.